# 京都市立桃山中学校
京都市立桃山中学校（きょうとしりつ ももやまちゅうがっこう）は、京都府京都市伏見区桃山にある公立中学校。

## 沿革
- 1929年9月16日 - 伏見商業学校の新校舎が紀伊郡堀内村大字堀内字水野左近（現在地）に竣工し、伏見市南部町から新築移転[1]。
- 1931年4月1日 - 伏見市、堀内村とも京都市に編入され、新設の伏見区に所属。
- 1934年11月30日 - 伏見商業学校の設置者だった伏見十六会が破産[1]。
- 1935年12月17日 - 伏見商業学校を京都市が買収[1]。
- 1936年3月1日 - 伏見商業学校を京都市立第三商業学校と改称[1]。
- 1947年5月5日 - 学制改革により、京都市立第三商業学校の校内に新制中学校の京都市立堀内中学校が開校。
- 1948年
  - 4月1日 - 学制改革により、京都市立第三商業学校を新制高等学校の京都市立伏見商業高等学校に改編[2]。
  - 5月1日 - 京都市立堀内中学校を京都市立桃山中学校と改称。
  - 10月30日 - 京都市立伏見商業高等学校が閉校（京都市立伏見高等学校に統合）[2]。校舎を全面的に京都市立桃山中学校に転用。
- 1962年12月 - 体育館を竣工。
- 1972年9月 - プール竣工式を挙行。
- 1974年11月 - 北校舎西教室竣工式を挙行。
- 1980年4月 - 京都市立伏見南浜小学校の校区を京都市立桃陵中学校の校区に変更。
- 1985年8月 - 本館第2期工事が竣工。高台のプレハブ校舎を撤去。
- 1992年8月 - コンピューター教室を設置。
- 1995年10月 - 校門横のソメイヨシノの桜並木が「京都市立学校・園 名木百選選定樹木」に選定。

## 通学区域
以下の小学校区を通学区域とする。
- 京都市立桃山小学校（全域）
- 京都市立桃山南小学校（全域）
- 京都市立桃山東小学校（全域）

## 交通アクセス
- 京阪本線 丹波橋駅下車
- 近鉄京都線 近鉄丹波橋駅下車

## 著名な出身者
- 泉里香（ファッションモデル、女優）
- 茂山逸平（狂言師）
- 齊藤明雄（元プロ野球選手）

## 通学区域が隣接している学校
- 京都市立栄桜小中学校
- 京都市立藤森中学校
- 京都市立伏見中学校
- 京都市立桃陵中学校
- 京都市立向島東中学校
- 宇治市立東宇治中学校
- 宇治市立木幡中学校